# My Christmas
My Christmas ist ein Weihnachtsalbum des italienischen Sängers Andrea Bocelli. Es erschien im November 2009 bei Sugar Records. Im spanischsprachigen Raum ist es auch als Mi navidad bekannt.

## Entstehung und Veröffentlichung
Die Erstveröffentlichung von My Christmas erfolgte am 3. November 2009 zunächst bei Decca Records. Das Album erschien in seiner Originalausführung als CD (Katalognummer: B0013558-02) und Download mit 15 Titeln. Am 20. November 2009 erschien es schließlich beim eigentlichen Label Sugar Records, mit einem Bonustitel (Katalognummer: 8033120981517). Am selben Tag erschien eine Ausführung mit Bonus-DVD. Im Jahr 2009 erschien erstmals eine LP-Ausführung, allerdings nur mit 14 Liedern (Katalognummer: 0602547193636).
Das Album entstand unter der Mitwirkung mehrerer anderer Künstler, wie etwa Katherine Jenkins, mit der Bocelli auch schon zuvor zusammengearbeitet hat. Mit ihr nahm er das Lied I Believe auf. Als "Gag" kollaborierte Bocelli mit den Puppen der Muppetshow im Lied Jingle Bells.

## Inhalt
Das Album, das dem Weihnachtsfest gewidmet ist, setzt sich aus Liedern mehrerer Sprachen zusammen, wobei jedoch der englischsprachige Teil überwiegt. Einige italienische Elemente, wie etwa das Lied Caro Bambino Gesù finden sich nebst französischen und auch deutschsprachigen Texten, die alle im Lied O Tannenbaum erscheinen. Für den spanischsprachigen Markt wurde auch eine Albumversion mit dem Titel Mi navidad aufgenommen, das die gleichen Titel überwiegend in Spanisch enthält.
Das Lied God Bless Us Everyone fand Verwendung im Abspann des Films Disneys Eine Weihnachtsgeschichte.

## Titelliste
1. White Christmas/Bianco natale (Irving Berlin) – 3:59
2. Angels We Have Heard On High (James Chadwick) – 3:53
3. Santa Claus Is Coming to Town (J. Fred Coots, Haven Gillespie) – 3:32
4. The Christmas Song (mit Natalie Cole) (Mel Tormé, Bob Wells) – 4:33
5. The Lord’s Prayer (mit The Mormon Tabernacle Choir) – 4:25
6. What Child Is This (mit Mary J. Blige) (William Chatterton Dix) – 4:31
7. Adeste fideles (John Francis Wade, Étienne-Jean-François Borderies) – 3:33
8. O Tannenbaum (Ernst Anschütz, August Zarnack) – 4:18
9. Jingle Bells (mit den Muppets) (James Lord Pierpont) – 3:35
10. Silent Night (Joseph Mohr, Franz Xaver Gruber, John Freeman Young) – 4:36
11. Blue Christmas (mit Reba McEntire) (Billy Hayes, Jay W. Johnson) – 4:18
12. Cantique de noël (Adolphe Adam, Placide Cappeau) – 4:34
13. Caro Gesù bambino (Piero Soffici, Pier Quinto Cariaggi) – 1:43
14. Tu scendi dalle stelle (Alphonsus Liguori) – 2:49
15. I Believe (mit Katherine Jenkins) (Eric Lévi) – 4:24
16. God Bless Us Everyone (Glen Ballard, Alan Silvestri) – 3:15

## Rezension
Die Zeitung Weser Kurier schrieb am Tage der Veröffentlichung des Albums, David Foster habe Bocelli in diesem Album geschmackvoll in Szene gesetzt, allerdings wurde die Einseitigkeit des Albums bemängelt, es sei überraschungsarm.

## Kommerzieller Erfolg

### Chartplatzierungen
| Periode   | Höchstplatzierung, GesamtwochenChartplatzierungen (Periode, Platzierungen, Wochen) | Höchstplatzierung, GesamtwochenChartplatzierungen (Periode, Platzierungen, Wochen) | Höchstplatzierung, GesamtwochenChartplatzierungen (Periode, Platzierungen, Wochen) | Höchstplatzierung, GesamtwochenChartplatzierungen (Periode, Platzierungen, Wochen) | Höchstplatzierung, GesamtwochenChartplatzierungen (Periode, Platzierungen, Wochen) | Höchstplatzierung, GesamtwochenChartplatzierungen (Periode, Platzierungen, Wochen) |
| Periode   | DE                                                                                 | AT                                                                                 | CH                                                                                 | UK                                                                                 | US                                                                                 | IT                                                                                 |
| --------- | ---------------------------------------------------------------------------------- | ---------------------------------------------------------------------------------- | ---------------------------------------------------------------------------------- | ---------------------------------------------------------------------------------- | ---------------------------------------------------------------------------------- | ---------------------------------------------------------------------------------- |
| 2009/10   | DE42 (5 Wo.)DE                                                                     | AT11 (5 Wo.)AT                                                                     | CH6 (5 Wo.)CH                                                                      | UK18 (4 Wo.)UK                                                                     | US2 (10 Wo.)US                                                                     | IT1 (14 Wo.)IT                                                                     |
| 2010/11   | —                                                                                  | —                                                                                  | CH64 (4 Wo.)CH                                                                     | —                                                                                  | US11 (8 Wo.)US                                                                     | IT40 (5 Wo.)IT                                                                     |
| 2011/12   | —                                                                                  | —                                                                                  | —                                                                                  | —                                                                                  | US16 (9 Wo.)US                                                                     | IT41 (5 Wo.)IT                                                                     |
| 2012/13   | —                                                                                  | —                                                                                  | —                                                                                  | —                                                                                  | US35 (8 Wo.)US                                                                     | IT40 (3 Wo.)IT                                                                     |
| 2013/14   | —                                                                                  | —                                                                                  | —                                                                                  | —                                                                                  | US69 (7 Wo.)US                                                                     | —                                                                                  |
| 2014/15   | —                                                                                  | —                                                                                  | —                                                                                  | —                                                                                  | US111 (5 Wo.)US                                                                    | —                                                                                  |
| 2015/16   | —                                                                                  | —                                                                                  | —                                                                                  | —                                                                                  | US94 (5 Wo.)US                                                                     | IT50 (6 Wo.)IT                                                                     |
| 2016/17   | —                                                                                  | —                                                                                  | —                                                                                  | —                                                                                  | —                                                                                  | IT48 (7 Wo.)IT                                                                     |
| 2017/18   | —                                                                                  | —                                                                                  | —                                                                                  | —                                                                                  | —                                                                                  | IT100 (1 Wo.)IT                                                                    |
| 2018/19   | —                                                                                  | —                                                                                  | —                                                                                  | —                                                                                  | —                                                                                  | IT69 (2 Wo.)IT                                                                     |
| 2019/20   | —                                                                                  | —                                                                                  | —                                                                                  | —                                                                                  | —                                                                                  | IT93 (1 Wo.)IT                                                                     |
| 2020/21   | —                                                                                  | AT69 (1 Wo.)AT                                                                     | —                                                                                  | —                                                                                  | —                                                                                  | —                                                                                  |
| Insgesamt | DE42 (5 Wo.)DE                                                                     | AT11 (6 Wo.)AT                                                                     | CH6 (9 Wo.)CH                                                                      | UK18 (4 Wo.)UK                                                                     | US2 (52 Wo.)US                                                                     | IT1 (44 Wo.)IT                                                                     |

| Periode   | Höchstplatzierung, GesamtwochenChartplatzierungen (Periode, Platzierungen, Wochen) | Höchstplatzierung, GesamtwochenChartplatzierungen (Periode, Platzierungen, Wochen) | Höchstplatzierung, GesamtwochenChartplatzierungen (Periode, Platzierungen, Wochen) | Höchstplatzierung, GesamtwochenChartplatzierungen (Periode, Platzierungen, Wochen) | Höchstplatzierung, GesamtwochenChartplatzierungen (Periode, Platzierungen, Wochen) | Höchstplatzierung, GesamtwochenChartplatzierungen (Periode, Platzierungen, Wochen) |
| Periode   | DE                                                                                 | AT                                                                                 | CH                                                                                 | UK                                                                                 | US                                                                                 | IT                                                                                 |
| --------- | ---------------------------------------------------------------------------------- | ---------------------------------------------------------------------------------- | ---------------------------------------------------------------------------------- | ---------------------------------------------------------------------------------- | ---------------------------------------------------------------------------------- | ---------------------------------------------------------------------------------- |
| 2009/10   | —                                                                                  | —                                                                                  | —                                                                                  | —                                                                                  | US180 (2 Wo.)US                                                                    | —                                                                                  |
| Insgesamt | —                                                                                  | —                                                                                  | —                                                                                  | —                                                                                  | US180 (2 Wo.)US                                                                    | —                                                                                  |

| ChartsJahrescharts (2009)      | Platzierung |
| ------------------------------ | ----------- |
| Italien (FIMI)                 | 4           |
| Vereinigte Staaten (Billboard) | 114         |
| Vereinigtes Königreich (OCC)   | 97          |

| ChartsJahrescharts (2010)      | Platzierung |
| ------------------------------ | ----------- |
| Italien (FIMI)                 | 60          |
| Schweiz (IFPI)                 | 79          |
| Vereinigte Staaten (Billboard) | 6           |

| ChartsJahrescharts (2011)      | Platzierung |
| ------------------------------ | ----------- |
| Vereinigte Staaten (Billboard) | 83          |

| ChartsJahrescharts (2012)      | Platzierung |
| ------------------------------ | ----------- |
| Vereinigte Staaten (Billboard) | 125         |

### Auszeichnungen für Musikverkäufe
Weltweit konnte sich das Album im Jahre 2009 bereits vier Millionen Mal verkaufen. In den Vereinigten Staaten wurde das Album 2009 2,2 Millionen Mal verkauft und ist somit das beste Weihnachtsalbum des Jahres.
| Land/Region                  | Auszeichnungen für Musikverkäufe (Land/Region, Auszeichnung, Verkäufe) | Verkäufe  |
| ---------------------------- | ---------------------------------------------------------------------- | --------- |
| Dänemark (IFPI)              | Gold                                                                   | (10.000)  |
| Europa (Impala)              | 2× Platin                                                              | 800.000   |
| Finnland (IFPI)              | Gold                                                                   | (14.796)  |
| Irland (IRMA)                | Platin                                                                 | (15.000)  |
| Italien (FIMI)               | 4× Platin                                                              | (240.000) |
| Kanada (MC)                  | 5× Platin                                                              | 400.000   |
| Niederlande (NVPI)           | Gold                                                                   | (25.000)  |
| Norwegen (IFPI)              | Platin                                                                 | (30.000)  |
| Polen (ZPAV)                 | Gold                                                                   | (10.000)  |
| Schweiz (IFPI)               | Gold                                                                   | (15.000)  |
| Ungarn (MAHASZ)              | 3× Platin                                                              | (18.000)  |
| Vereinigte Staaten (RIAA)    | 2× Platin                                                              | 3.010.000 |
| Vereinigtes Königreich (BPI) | Gold                                                                   | (100.000) |
| Insgesamt                    | 6× Gold · 18× Platin ·                                                 | 4.210.000 |

Hauptartikel: Andrea Bocelli/Auszeichnungen für Musikverkäufe